# Wulf
Wulf es un personaje ficticio que pertenece al legendarium creado por el escritor británico J. R. R. Tolkien y cuya historia es narrada en los apéndices de la novela El Señor de los Anillos. Fue un señor de los dunlendinos, quien gobernó Rohan por un tiempo. 

## Historia
Wulf era hijo de Freca, quien intentó casar a la hija del rey Helm de Rohan con su hijo. Helm mató a Freca de un solo golpe, y Wulf tomó el control del ejército Dunledino e invadió Rohan en venganza. Tomó Edoras y expulsó a los Rohirrim hasta Cuernavilla, donde se refugiaron.
Durante el asedio de Cuernavilla murieron Helm y sus dos hijos: Haleth y Háma, pero poco tiempo después, Fréaláf Hildeson, sobrino de Helm, retomaría Rohan y mataría a Wulf.
Tiempo más tarde, sus descendientes se convirtieron en los nuevos cabecillas de los Dunlendinos, firmando un pacto con los Rohirrim para asentarse en su tierra a cambio de un tributo mensual de ganado.

## Creación y evolución
Durante la elaboración del apéndice A de El Señor de los Anillos, J. R. R. Tolkien redactó tres textos sobre la casa de Eorl, el linaje de los reyes de Rohan. En el primero, escrito rápidamente, tan solo aparece un esbozo breve de la historia del rey Helm, donde Tolkien cuenta como Wulf se convierte en rey tras la muerte de este y gracias a la ayuda de los hombres de las Tierras Brunas. No obstante, no se hace una mención específica a la invasión de Rohan por su parte. En el segundo y tercer textos, Tolkien no realizó cambios en la historia y finalmente la compuso ab initio al pasar la sección sobre la casa de Eorl a máquina.